# Pseudolasius binghami
Pseudolasius binghami é uma espécie de formiga do gênero Pseudolasius, pertencente à subfamília Formicinae.